# Veronica acrotheca
Veronica acrotheca är en grobladsväxtart som beskrevs av Joseph Friedrich Nicolaus Bornmüller och Gauba. Veronica acrotheca ingår i släktet veronikor, och familjen grobladsväxter. Inga underarter finns listade i Catalogue of Life.